# Елдор Шомуродов
Елдор Азамат огли Шомуродов (узб. Eldor Azamat o'g'li Shomurodov; Џаркурган, 29. јун 1995) је узбекистански фудбалер који тренутно наступа за Рому. Игра на позицији нападача.

## Успеси
Машал
- Лига куп Узбекистана   (1) : 2014.[3]

Бунјодкор
- Куп Узбекистана: (финале: 2015)[4]

 Рома
- Лига конференције (1) : 2021/22.[5]
- Лига Европе: (финале: 2022/23)[6]

Појединачни
- Међу 33 најбољих фудбалера Премијер лиге Русије: 2019/20.[7]
- Најбољи узбекистански фудбалер: 2019,[8] 2021.[9]